# アンダン 〜時を超える者〜
『アンダン 〜時を超える者〜』（原題: Undone）は、2019年から放送されているアメリカ合衆国のアニメーション・テレビドラマシリーズ。ある能力に目覚めた女性が父の死の真相に迫る。モデルの動きをカメラで撮影しトレースするロトスコープで制作され、ローサ・サラザール、アンジェリーク・カブラル、ボブ・オデンカークらがモデルと声を務める。Amazonプライム・ビデオ初のオリジナルアニメシリーズとして、2019年9月13に全世界で配信された。同年11月にはシーズン2の製作が発表された。

## あらすじ
アルマは車を運転中に死んだはずの父ジェイコブを見かけ、交通事故に遭う。それ以来、父ジェイコブの姿が見えるようになり、ある能力が目覚め始める。

## キャスト

### メイン
ローサ・サラザール
役: アルマ・ウィノグラード・ディアス
保育士。サムの恋人。
アンジェリーク・カブラル
役: ベッカ・ウィノグラード・ディアス
アルマの妹。リードと婚約している。
コンスタンス・マリー
役: カミラ・ディアス
アルマの母。
シッダルタ・ダナンジェイ
役: サム
アルマの恋人。
ダヴィード・ディグス
役: Tunde
アルマの上司。
ボブ・オデンカーク
役: ジェイコブ・ウィノグラード
アルマの父。理論物理学の研究者で、アルマが8歳のときに事故で亡くなった。

### サポーティング
ケヴィン・ビグリー
役: リード・ホーリングスワース
ベッカの婚約者。
ジョン・コーベット
役: レイトン・ホリングスワース
リードの父。
ジーン・トリプルホーン
役: ベス・ホリングスワース
リードの母。
シェイラ・ヴァンド
役: ファルナズ
ジェイコブの研究助手。事故で亡くなった。
タイラー・ポージー
役: ミゲル神父
カミラが通う教会の新しい神父。
ブラッド・ホール
役: チャーリー
謎の人物。ジェイコブの研究に出資していた会社が、ジェイコブを殺したと疑っている謎の人物。
ニコラス・ゴンザレス
役: トマス
バーテンダー。

## エピソード
| 通算 話数 | タイトル                                | 監督          | 脚本                            | 公開日        |
| --------- | --------------------------------------- | ------------- | ------------------------------- | ------------- |
| 1         | "事故" "The Crash"                      | Hisko Hulsing | Kate Purdy Raphael Bob-Waksberg | 2019年9月13日 |
| 2         | "病院" "The Hospital"                   | Hisko Hulsing | Kate Purdy Raphael Bob-Waksberg | 2019年9月13日 |
| 3         | "ブラックジャック" "Handheld Blackjack" | Hisko Hulsing | Kate Purdy Raphael Bob-Waksberg | 2019年9月13日 |
| 4         | "鍵" "Moving the Keys"                  | Hisko Hulsing | Kate Purdy Raphael Bob-Waksberg | 2019年9月13日 |
| 5         | "孤独" "Alone in This (You Have Me)"    | Hisko Hulsing | Kate Purdy                      | 2019年9月13日 |
| 6         | "祈りと展望" "Prayers and Visions"      | Hisko Hulsing | Lauren Otero                    | 2019年9月13日 |
| 7         | "結婚式" "The Wedding"                  | Hisko Hulsing | Joanna Calo                     | 2019年9月13日 |
| 8         | "ハロウィンの夜" "That Halloween Night" | Hisko Hulsing | Elijah Aron                     | 2019年9月13日 |

## 製作
2018年3月6日、Amazonは本作の製作を発表した。ショーランナーはラファエル・ボブ＝ワクスバーグ、ケイト・パーディが務める。アニメーションデザインはヒスコ・ハルシングが担当し、オランダのアニメーターチームを率いた。制作会社はThe Tornante Company、Submarine、Minnow Mountainが参加した。
2019年11月21日、シーズン2の製作が発表された。

## 評価

### 批評
本作は批評家から高い評価を受けている。第1シーズンは、批評集積サイトのRotten Tomatoesに48件のレビューがあり、批評家支持率は100%、平均点は10点満点で8.13点となっている。また、Metacriticには17件のレビューがあり、加重平均値は86/100となっている。